# Le Horps
Le Horps és un municipi francès situat al departament de Mayenne i a la regió de País del Loira. L'any 2007 tenia 758 habitants.

## Demografia

### Població
El 2007 la població de fet de Le Horps era de 758 persones. Hi havia 294 famílies de les quals 94 eren unipersonals (53 homes vivint sols i 41 dones vivint soles), 90 parelles sense fills, 94 parelles amb fills i 16 famílies monoparentals amb fills.
La població ha evolucionat segons el següent gràfic:
Habitants censats

### Habitatges
El 2007 hi havia 355 habitatges, 304 eren l'habitatge principal de la família, 22 eren segones residències i 29 estaven desocupats. 341 eren cases i 13 eren apartaments. Dels 304 habitatges principals, 217 estaven ocupats pels seus propietaris, 85 estaven llogats i ocupats pels llogaters i 2 estaven cedits a títol gratuït; 1 tenia una cambra, 16 en tenien dues, 45 en tenien tres, 78 en tenien quatre i 164 en tenien cinc o més. 237 habitatges disposaven pel capbaix d'una plaça de pàrquing. A 131 habitatges hi havia un automòbil i a 149 n'hi havia dos o més.

### Piràmide de població
La piràmide de població per edats i sexe el 2009 era:
| Homes | Edats   | Dones |
| ----- | ------- | ----- |
| 0     | 95 o +  | 0     |
| 4     | 90 a 94 | 4     |
| 8     | 85 a 89 | 4     |
| 4     | 80 a 84 | 16    |
| 16    | 75 a 79 | 20    |
| 4     | 70 a 74 | 8     |
| 32    | 65 a 69 | 24    |
| 24    | 60 a 64 | 28    |
| 4     | 55 a 59 | 8     |
| 16    | 50 a 54 | 8     |
| 28    | 45 a 49 | 16    |
| 20    | 40 a 44 | 12    |
| 56    | 35 a 39 | 36    |
| 24    | 30 a 34 | 24    |
| 24    | 25 a 29 | 24    |
| 24    | 20 a 24 | 12    |
| 24    | 15 a 19 | 12    |
| 16    | 10 a 14 | 56    |
| 44    | 5 a 9   | 32    |
| 24    | 0 a 4   | 28    |

## Economia
El 2007 la població en edat de treballar era de 450 persones, 350 eren actives i 100 eren inactives. De les 350 persones actives 332 estaven ocupades (184 homes i 148 dones) i 18 estaven aturades (10 homes i 8 dones). De les 100 persones inactives 45 estaven jubilades, 35 estaven estudiant i 20 estaven classificades com a «altres inactius».

### Ingressos
El 2009 a Le Horps hi havia 321 unitats fiscals que integraven 767,5 persones, la mediana anual d'ingressos fiscals per persona era de 15.048 €.

### Activitats econòmiques
Dels 35 establiments que hi havia el 2007, 3 eren d'empreses extractives, 1 d'una empresa alimentària, 1 d'una empresa de fabricació de material elèctric, 8 d'empreses de construcció, 5 d'empreses de comerç i reparació d'automòbils, 1 d'una empresa de transport, 2 d'empreses d'hostatgeria i restauració, 2 d'empreses financeres, 2 d'empreses immobiliàries, 5 d'empreses de serveis, 2 d'entitats de l'administració pública i 3 d'empreses classificades com a «altres activitats de serveis».
Dels 14 establiments de servei als particulars que hi havia el 2009, 1 era una oficina bancària, 2 funeràries, 2 tallers de reparació d'automòbils i de material agrícola, 2 paletes, 3 fusteries, 1 lampisteria, 1 electricista, 1 perruqueria i 1 restaurant.
Dels 2 establiments comercials que hi havia el 2009, 1 era una botiga de menys de 120 m² i 1 una fleca.
L'any 2000 a Le Horps hi havia 59 explotacions agrícoles que ocupaven un total de 2.378 hectàrees.

## Equipaments sanitaris i escolars
El 2009 hi havia una escola elemental.

## Poblacions més properes
El següent diagrama mostra les poblacions més properes.